# North Moreton
North Moreton is een civil parish in het bestuurlijke gebied South Oxfordshire, in het Engelse graafschap Oxfordshire met 328 inwoners.